# Ransbach (Lauer)
Der Ransbach ist ein fast 14 km langer rechter und nordöstlicher Zufluss der Lauer im unterfränkischen Landkreis Bad Kissingen. 

## Geographie

### Verlauf
Der Ransbach entspringt nordöstlich von Thundorf-Theinfeld auf etwa 365 m ü. NHN weniger als einen Kilometer westlich der Stelle, wo der  oberste Quellast der Lauer beginnt. In immer mehr eingetieftem und weit geschlungenem Tal fließt er insgesamt westsüdwestwärts. Er mündet nach 13,6 km langem Lauf mit mittlerem Sohlgefälle von etwa 8 ‰ auf etwa 255 m ü. NHN zwischen der Brandmühle von Markt Maßbach und dessen Pfarrdorf Poppenlauer von rechts in die Lauer ein, die dort selbst erst etwa 16,7 km lang ist, jedoch schon ein fast viermal so großes Einzugsgebiet wie der Ransbach angesammelt hat.

### Einzugsgebiet
Das Einzugsgebiet ist 30,4 km² groß und zählt naturräumlich zum Grabfeld. Der Ransbach entspringt in dessen Unterraum Römhilder Grabfeld, wechselt aber bald in den Unterraum Westliches Grabfeld, der auch den größeren Teil des Einzugsgebietes umfasst. Die höchste Erhebung ist der 419 m ü. NHN hohe Dürrnberg östlich von Theinfeld an der Wasserscheide zur oberen Lauer.
Jenseits der kurzen nordöstlichen Wasserscheide grenzen die Einzugsgebiete der oberhalb der Lauer mündenden Fränkische-Saale-Zuflüsse Albach und Barget an. Im Südosten und Süden führt die von allenfalls kurzen Zuläufen von der Scheide her gespeiste Lauer den Abfluss zur anderen Seite ab, ebenso im Westen, aber nun unterhalb der Ransbachmündung. Im Norden konkurriert die noch tiefer in die Lauer mündende Wannig.

### Zuflüsse
Liste der Zuflüsse von der Quelle zur Mündung.
- Reußengraben, von rechts auf etwa 328 m ü. NHN, nordöstlich von Thundorf in Unterfranken-Theinfeld, ca. 1,5 km
- Loderbach, von rechts auf etwa 314 m ü. NHN südwestlich von Theinfeld, ca. 6,1 km
- Weichtungener Ransbach oder Weidinggraben[6], von rechts auf etwa  282 m ü. NHN südwestlich von Maßbach-Weichtungen, 4,9 km und 9,5 km²
- Trockenbach[7], von rechts auf etwa 265 m ü. NHN südöstlich von Maßbach-Poppenlauer, ca. 1,2 km

### Flusssystem Lauer
- Liste der Fließgewässer im Flusssystem Lauer

### Orte
Orte am Lauf mit ihren Zugehörigkeiten. Nur die Namen tiefster Schachtelungsstufe bezeichnen Siedlungsanrainer.
Gemeinde Thundorf
- Theinfeld (Kirchdorf, überwiegend rechts)
- Thundorf (Pfarrdorf)

Markt Maßbach
- Ransbach (Siedlungsplatz, links am Hang)
- Randsbachsmühle (!) (Einöde, links)

## Geologie
Das obere und mittlere Einzugsgebiet liegt geologisch im Gipskeuper (Grabfeld-Formation), der rechtsseits des Mittellaufes teils mit Lösssediment aus dem Quartär überlagert ist. Unterhalb von Thundorf hat die Talsohle den Lettenkeuper (Erfurt-Formation)  erreicht und etwa einen Kilometer nach dem letzten Haus des Ortes beginnt dann, zunächst erst an den unteren Talflanken, der Obere Muschelkalk auszustreichen. Ganz zuletzt am Rande des Lauertales durchschneidet der Ransbach noch einen schmalen Streifen von Mittlerem Muschelkalk.